# Torpacarus foveolatus
Torpacarus foveolatus är en kvalsterart som beskrevs av Wallwork 1962. Torpacarus foveolatus ingår i släktet Torpacarus och familjen Lohmanniidae. Inga underarter finns listade i Catalogue of Life.